# Levnesovia transoxiana
Levnesovia transoxiana es la única especie conocida del género extinto  Levnesovia  (“de Lev Nesov”) de dinosaurio ornitópodo hadrosauroide, que vivió a mediados del período Cretácico, entre 90 millones de años, desde el Turoniense , en lo que es hoy Asia. La especie tipo es  Levnesovia transoxiana debe su nombre al paleontólogo ruso Lev Nesov y al epíteto específico a la antigua región de Transoxiana, fue encontrada en Uzbekistán.
Levnesovia es el más taxón más antiguo bien documentada referible a Hadrosauroidea. Se diferencia de algo más joven y pariente cercano Bactrosaurus de la Mongolia Interior en China por una cresta sagital alta en los parietales y la ausencia de espinas dorsales de las vértebras terminadas en forma de tubérculo en especímenes adultos. Levnesovia, Bactrosaurus y Gilmoreosaurus representa posiblemente la radiación más temprana de Hadrosauroidea, que ocurrió durante el Cenomaniense -Turoniano y posiblemente también en Norteamérica. La segunda radiación del Santoniense incluyó a Aralosaurus.  Hadrosauridae y los linajes que llevaron a Tanius en el Campaniense y a Telmatosaurus en el Maastrichtiense. Hadrosauridae parece ser monofilético, pero Hadrosaurinae y Lambeosaurinae se originaron en Norteamérica y Asia, respectivamente.